# ウィリアム・ストロード

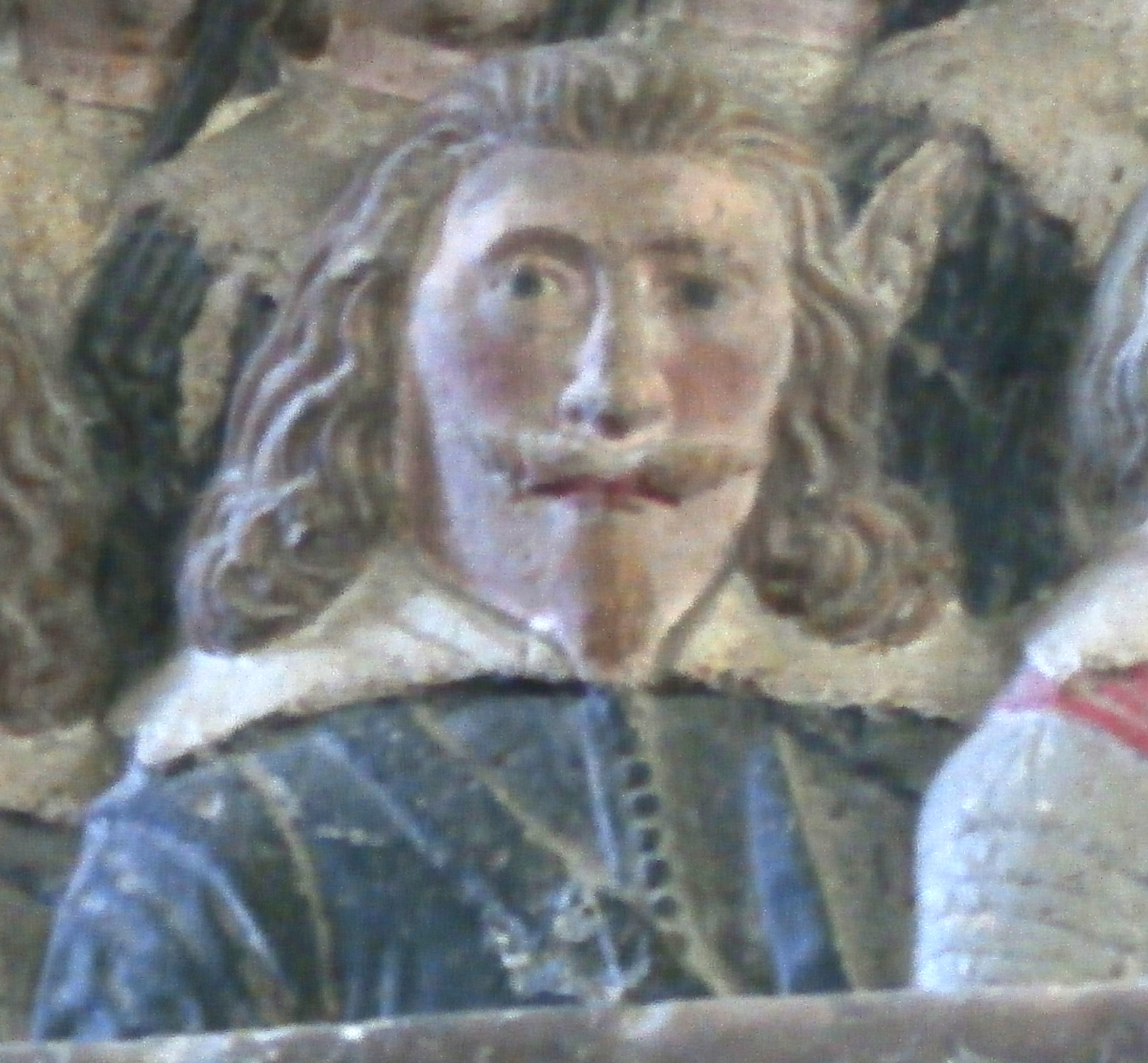
ウィリアム・ストロードのレリーフ彫刻。ニューナムの聖メアリー教会にある壁画記念碑の一部

ウィリアム・ストロード（英：William Strode, 1598年 - 1645年9月9日）は、清教徒革命（イングランド内戦）期のイングランドの政治家。1624年から死去の1645年まで庶民院議員であり続け、イングランド王チャールズ1世が逮捕を試みたメンバーの1人でもあり、内戦では議会派として王党派と戦った。

## 生涯
デヴォン・プリマスのプリンプトン・ニューナムで同名の庶民院議員ウィリアム・ストロードと最初の妻メアリー・サウスコートの次男として誕生。1614年にインナー・テンプルへ入学、1617年にオックスフォード大学エクセター・カレッジに移り、1619年に学士号を取得した。
1624年にベア・アルストン選挙区の庶民院議員に選出され、翌1625年、1626年、1628年にも再選された。議会でチャールズ1世の政策に反対、1629年3月2日には庶民院議長ジョン・フィンチがジョン・エリオットのチャールズ1世の恣意的な課税や宗教政策に対する抗議を拒否した時、デンジル・ホリスらと共にフィンチを押さえ付けて妨害した。このため星室庁に起訴されたが拒否したため5月7日に新たな令状が発行され、チャールズ1世によりロンドン塔へ投獄、11年間様々な刑務所に監禁された。その間チャールズ1世は専制政治（無議会政治または個人支配）を行った。
1640年1月に国王の方針転換で釈放、4月の短期議会にてベア・アルストン選挙区で再選された。11月の長期議会でも再選、軍事指揮権を国王から議会へ奪い取るオリバー・クロムウェルら反国王派の画策に加わり、議会の大諫奏も支持した。ストラフォード伯爵トマス・ウェントワースの起訴も追及した結果、1642年1月3日にチャールズ1世から4人の議員共々反逆罪で非難され（他にジョン・ピム、ジョン・ハムデン、アーサー・ヘジルリッジ、ホリス）、翌4日に逮捕される直前に議会からロンドン市内へ逃げ込み、逮捕に失敗したチャールズ1世が引き上げた後の11日に議会へ戻り危機を脱した。
ストロードはチャールズ1世との妥協に全て反対、議会に交渉を求める国王のメッセージを持って来たジョン・カルペパーを追い返すことを主張（ピムに撤回されたが国王のメッセージは議会が拒否）、戦争の準備を促した。第一次イングランド内戦ではエッジヒルの戦いに参戦する一方でカンタベリー大主教ウィリアム・ロードの迅速な裁判手続きを求める庶民院からのメッセージを貴族院へ伝え、自身も貴族院で賛成意見を述べてエセックス伯ロバート・デヴァルーの怒りを買った。1645年1月31日にウェストミンスター会議のメンバーに選ばれたとされるが、同年9月9日に死去。議会によりウェストミンスター寺院で葬儀が執り行われたが、王政復古で遺体は聖マーガレット教会の庭の穴へ投げ込まれた。